# Виймси (полуостров)
Ви́ймси (эст. Viimsi poolsaar) — полуостров на берегу Балтийского моря в Северной Эстонии.

## География и описание
C запада граничит с Таллинским заливом, с востока — с заливом Мууга. К востоку от начала полуострова, на южном берегу залива Мууга, расположен порт Мууга.
Площадь полуострова составляет почти 50 км2, длина — около 15 км, ширина в средней части — 5–6 км. Оканчивается мысом Рохунеэме.
Бо́льшую часть полуострова занимает лесистая равнина Виймси-Рохунеэме, являющаяся частью прибрежной низменности Финского залива, в структуре поверхности которой преобладают морские пески, покрывающие морену.
Вместе с островами Найссаар, Прангли и малыми островами, Экси, Тийрлооди, Кери, Крясули, Сейнакари, Кумбли, Пандью, Вулликрунн, Силликрунн, Сепакари, Ханекари, Лоокари и Ланесаар полуостров Виймси образует волость Виймси.
В северной оконечности полуострова находится коса Рохунеэм, которую также называют полуостровом Рохунеэм.
 
Географические координаты косы: 59°34′19″ с. ш. 24°47′47″ в. д.
В середине полуострова Виймси находится Лубьямяги — треугольное плато площадью 1 гектар и высотой до 53 метров над уровнем моря. В северо-восточной точке Лубьямяги находится геологическое обнажение Тискре, где в песчано-каменистой почве во время Ливонской или Северной войны в военных целях были выкопаны пещеры, известные как Чёртова пещера, Пиратская пещера или Бесовы дыры (Kuradikoobas, Röövlikoobas, Tondiaukud).
Длина Чёртовой пещеры — 18 метров, высота — 1,2 метра и ширина — 2–2,5 метра. Она внесена в перечень объектов первобытной природы Эстонии.
 
Географические координаты Чёртовой пещеры: 59°31′05″ с. ш. 24°50′23″ в. д.
В одной из пещер начинается Железный ручей Виймси (эст. Viimsi Rauaalikas). Расход воды ручья составляет 0,1–1,0 л/с.
На полуострове Виймси находится ландшафтный заповедник глинтового уступа Хаабнеэме, на берегу моря расположена природоохранная зона — Виймсиский черноольшаник.
На Лубьямяги находится верхний створный знак полуострова Виймси. Его географические координаты: 59°31′01″ с. ш. 24°50′23″ в. д.
Нижний створный знак полуострова находится в деревне Хаабнеэме. Его географические координаты: 59°30′56″ с. ш. 24°48′55″ в. д.
На полуострове работают порты Мийдуранна, Рохунеэме и Леппнеэме.

## История

### Раняя история
Формирование полуострова Виймси началось с отступлением Иольдиевого моря и Анцилового озера 10300—8000 лет назад, когда из моря поднялись фрагменты высокого плато. Во время отступления Литоринового моря 7000—4000 лет назад восточная часть полуострова Виймси освободилась от воды. Отступление Лимнейского моря за последние 4000 лет привело к тому, что северная часть полуострова Виймси оказалась не имеющей выхода к морю.
Старейшие археологические находки, найденные на полуострове Виймси, относятся к III и IV векам н.э.
Первое письменное упоминание о поселении на полуострове содержится в Датской оценочной книге, составленной в 1241 году. XIII век принес массовую миграцию шведскоязычного населения на берега Финского залива. Поскольку развивающийся средневековый город Ревель нуждался в большом количестве рыбы, источником дохода жителей стал рыбный промысел. Шведы-иммигранты также были опытными рыбаками. Шведоязычное поселение распространилось в основном вдоль западного побережья полуострова.
Когда в начале XV века был основан Монастырь Святой Бригитты, Ливонский орден продал обширные земельные владения на полуострове Виймси для поддержки монастыря. Чтобы еще эффективнее эксплуатировать земли, около 1471 года монастырь основал в Виймси усадьбу. Во время Ливонской войны в XVI веке монастырь был в значительной степени разрушен, а земли здесь перешли к новому правителю – Шведскому государству. В следующем столетии государство продало земельные владения в частные руки, и с тех пор усадьба действовала как дворянское поместье до 1919 года, когда оно было национализировано и через некоторое время передано в дар Йохану Лайдонеру.

### XX век
После Второй мировой войны территории муниципалитета Виймси остались в строго охраняемой приграничной зоне Советского Союза. В конце 1940-х годов началось создание артелей и колхозов. В 1950 году в Виймсе на базе нескольких артелей был образован рыболовецкий колхоз имени С.М.Кирова, который со временем распространился на всё северное побережье. Успех колхоза был основан на рыболовстве и производстве рыбных консервов, а также на правильном управлении. Был построен крупный порт Мийдуранна с судоремонтным заводом. Была разработана новая технология, большая часть прибыли также поступала от вспомогательного производства и сельского хозяйства. В Хаабнеэме построен современный колхозный центр. Помимо колхоза имени Кирова, Виймси был известен и совхозом «Пирита Лиллекасватус» (основан в 1959 году). Хотя павильон выставочной фермы и сад находились в Таллине, центр выставочной фермы и часть производства располагались в Виймси.
В советское время на полуострове было построено множество дач и организовано несколько садоводческих кооперативов. К 2010-м годам многие дачи были перестроены в дома для круглогодичного проживания.
До начала 1990-х годов на полуострове Виймси была бункеровочная база и разведывательный центр подводных лодок Балтийского флота СССР.

## Населённые пункты
В юго-западной части полуострова расположены Меривялья и Мяхе — микрорайоны-пригороды Таллина, на западном побережье расположены деревни волости Виймси: Хаабнеэме, Принги, Пюйнси и Рохунеэме, на восточном побережье — деревни Рандвере, Таммнеэме, Леппнеэме и Келвинги, в южной части полуострова — деревня Лубья и посёлок Виймси. Меривялья является одним из самых живописных микрорайонов-пригородов Таллина.

## Музеи
На полуострове работают Музей прибрежного народа и Виймсиский музей под открытым небом.

## Галерея

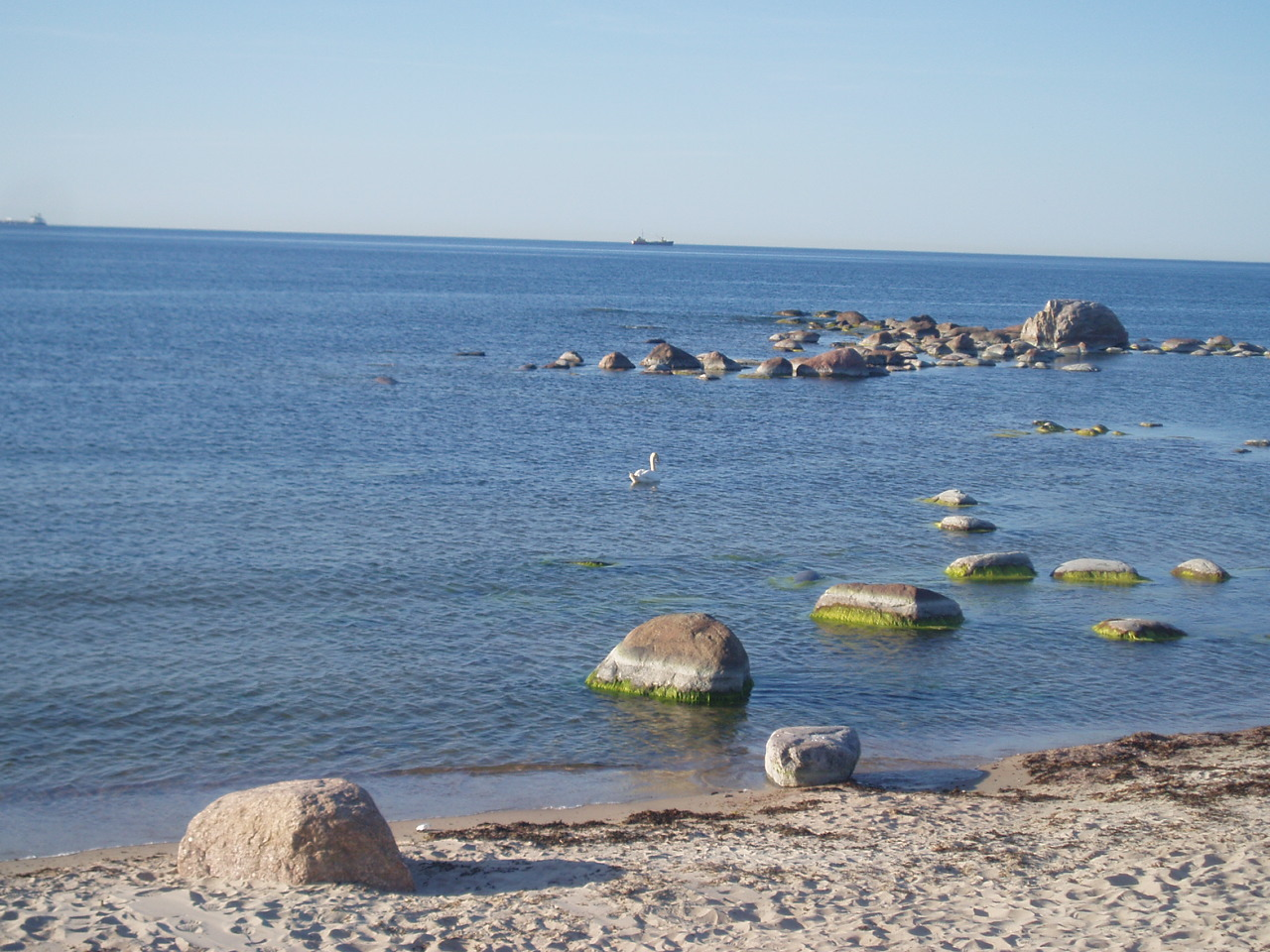
Побережье моря на полуострове Виймси
Жилые дома на полуострове Виймси, 2010 год
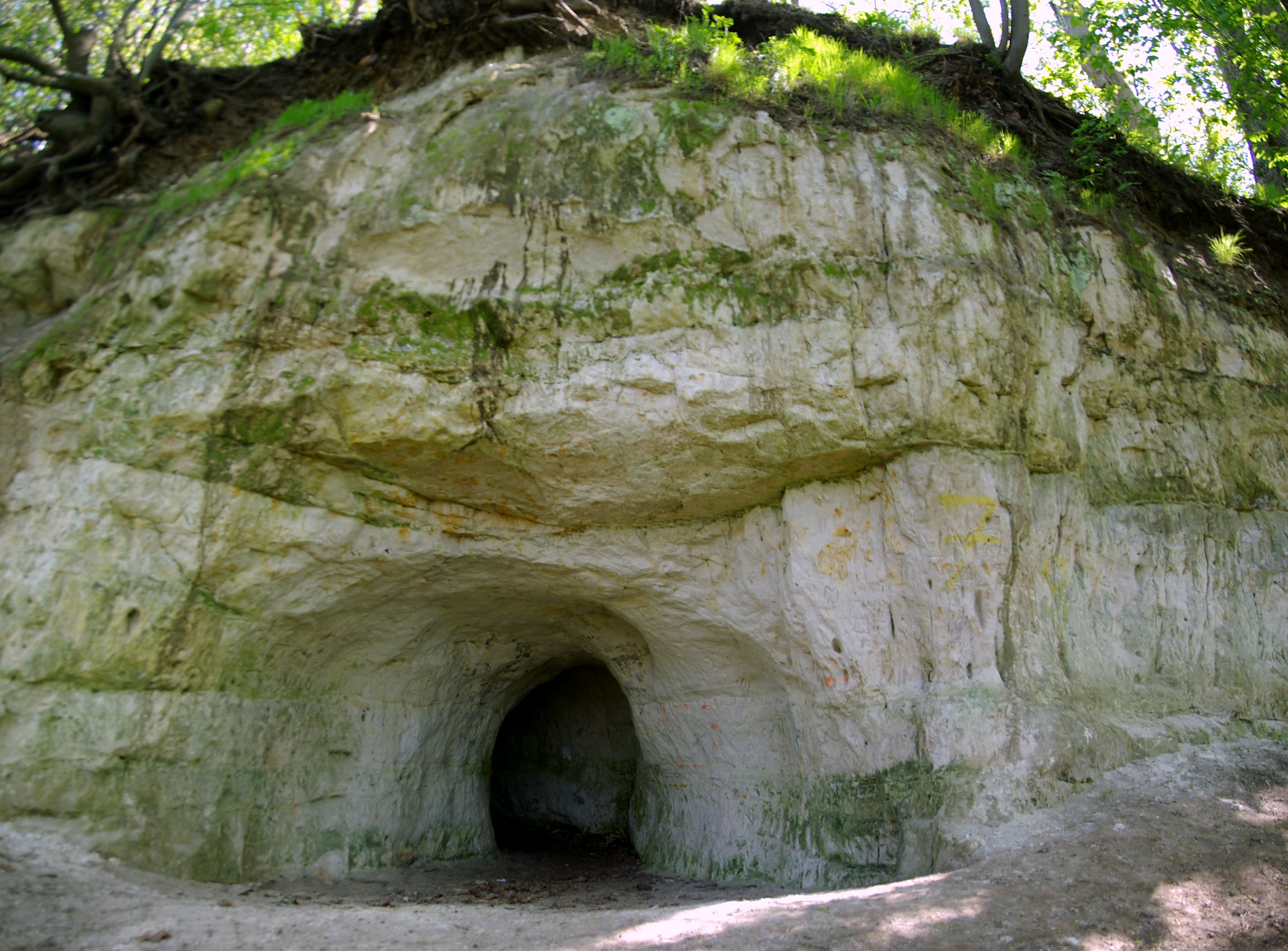
Чёртова пещера в Виймси
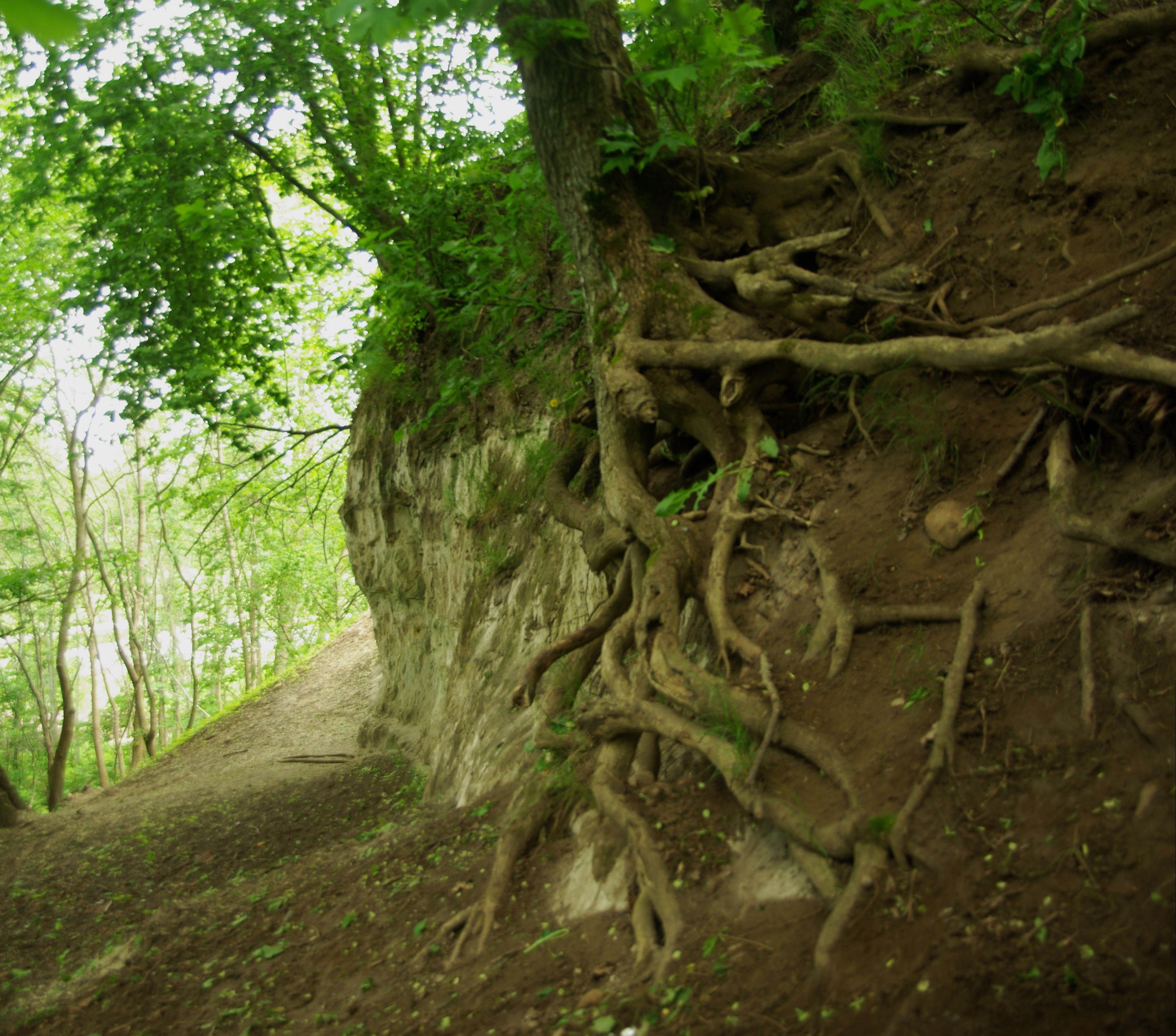
Глинтовый уступ в Хаабнеэме
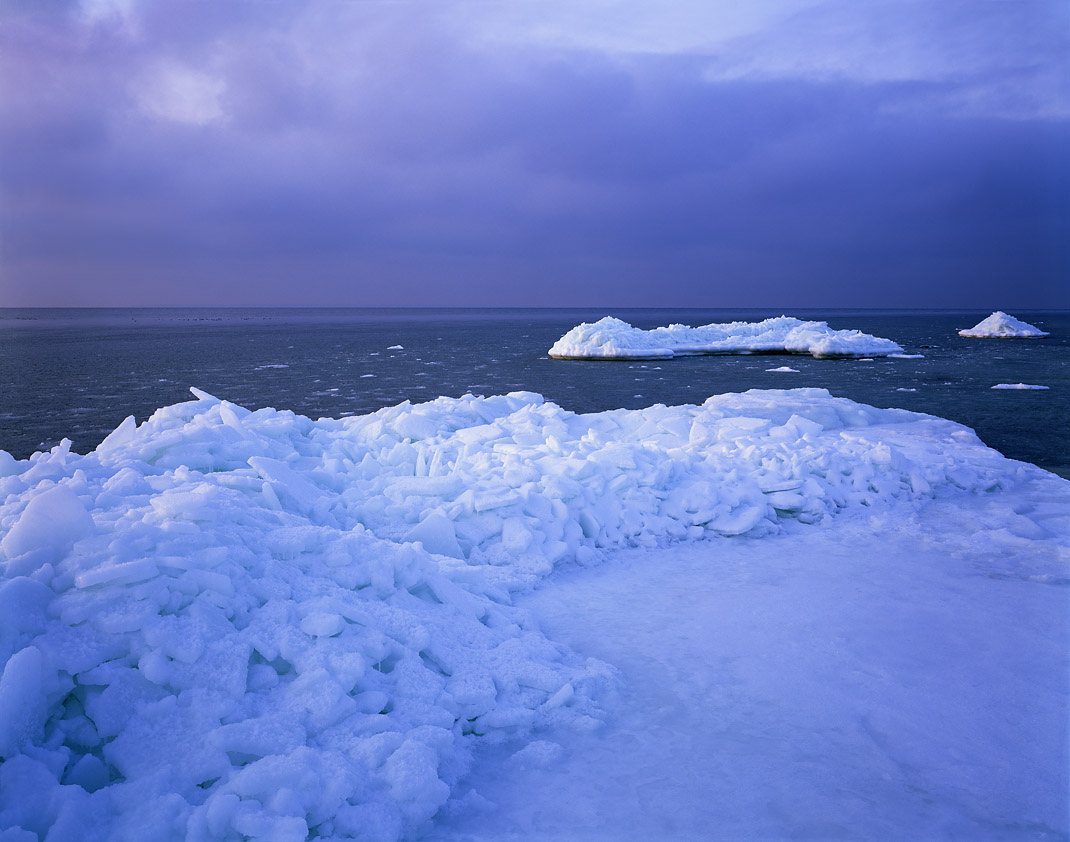
Ледовые валуны на полуострове Виймси в январе 2010 года
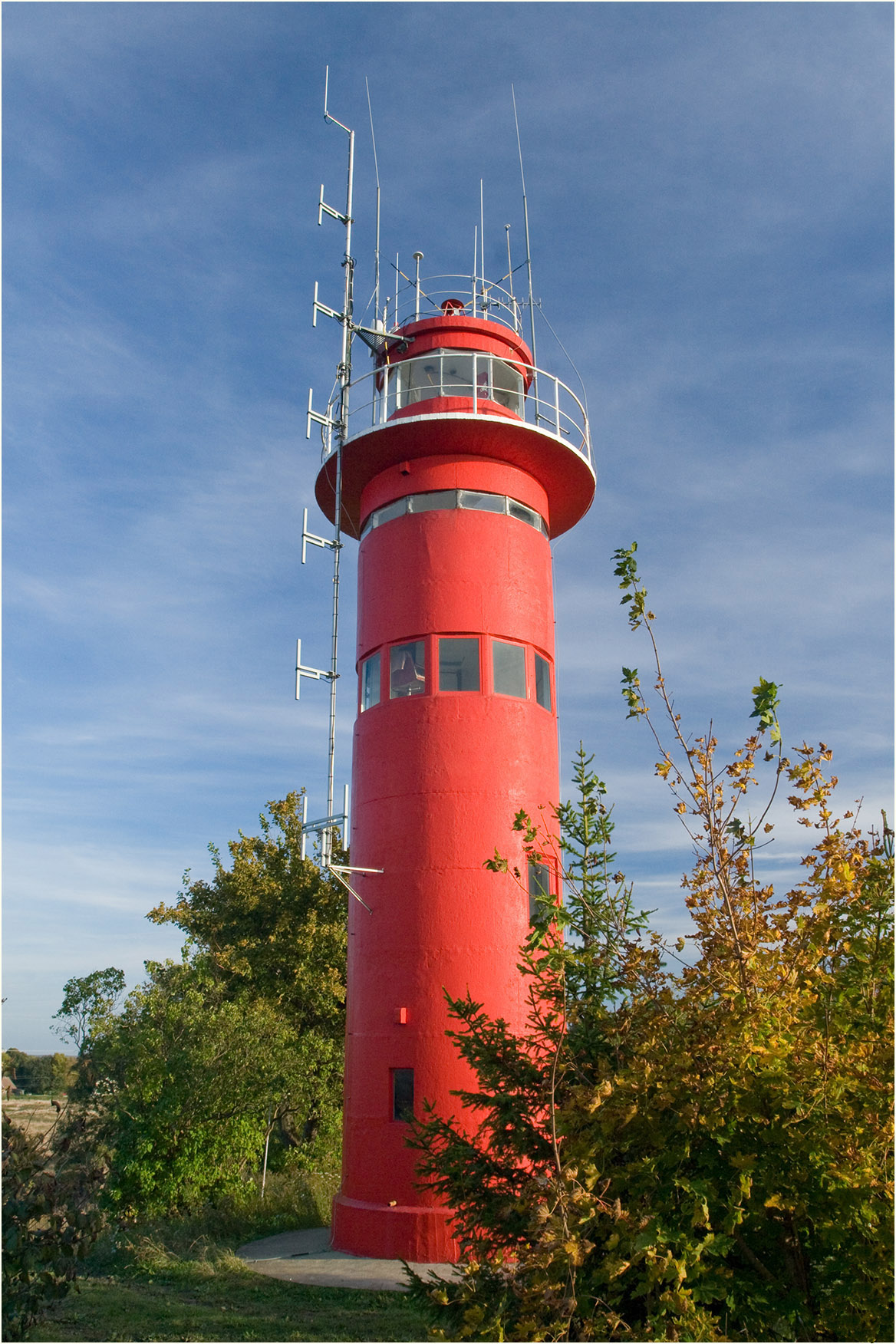
Верхний створный знак полуострова Виймси
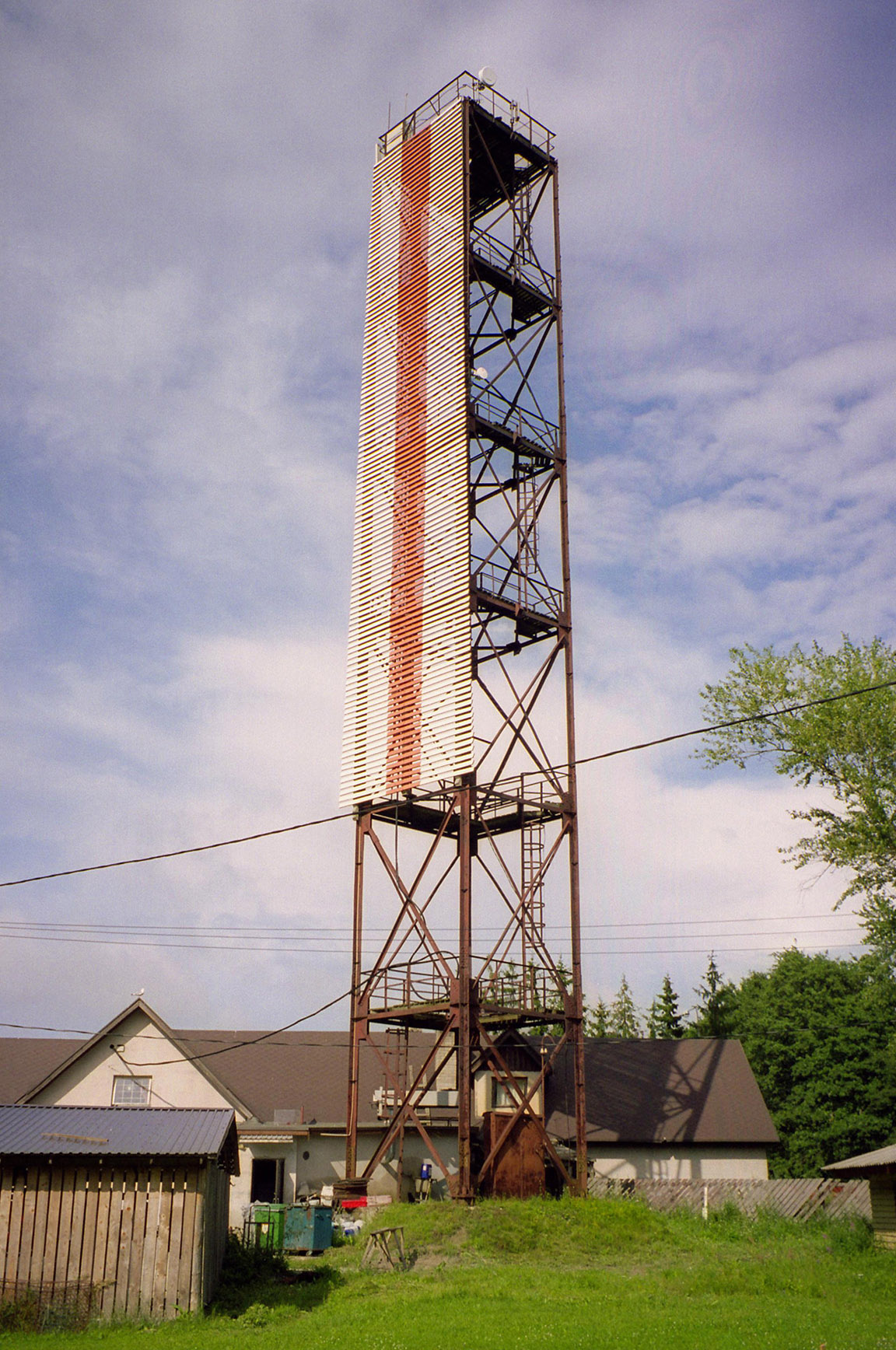
Нижний створный знак полуострова Вийси